# Fritz von Below
Fritz Wilhelm Theodor Karl von Below (23. september 1853 i Danzig – 23. november 1918 i Weimar) var en preussisk general i den tyske hær under 1. Verdenskrig. 
Below var chef for 8. arme efter Paul von Hindenburg fra 1914 til 1916 og 2. arme ved starten af Slaget ved Somme i 1916. Han blev tildelt ordenen Pour le Mérite 16. februar 1915.
Below var fætter til Otto von Below en anden af krigens tyske generaler.